# Li Ruofan
Li Ruofan (chiń. 李若凡, pinyin Lǐ Ruòfán; ur. 30 kwietnia 1978 w Suzhou) – chińska szachistka, reprezentantka Singapuru od 2007, arcymistrzyni od 2002, posiadaczka męskiego tytułu mistrza międzynarodowego od 2009 roku.

## Kariera szachowa
W latach 1993–1997 czterokrotnie reprezentowała Chiny na mistrzostwach świata juniorek w różnych kategoriach wiekowych (najlepszy wynik: Bratysława 1993, MŚ do 16 lat – dz. III-VII m.). W 1999 r. wystąpiła w drugiej reprezentacji kraju na rozegranych w Shenyangu drużynowych mistrzostwach Azji, zdobywając srebrny medal. W 2001 r. odniosła największy sukces w karierze, zdobywając w Madrasie tytuł indywidualnej mistrzyni Azji. W tym samym roku wystąpiła w rozegranym w Moskwie pucharowym turnieju o mistrzostwo świata, przegrywając w I rundzie z Anną Zatonskih. W 2002 r. zdobyła w Ułan Bator tytuł akademickiej mistrzyni świata, wystąpiła również w Hajdarabadzie w finale Pucharu Świata (w I rundzie przegrała z Humpy Koneru i odpadła z dalszej rywalizacji). W 2003 r. zajęła I m. w Kuala Lumpur, w 2006 r. zwyciężyła w rozegranych w Wuxi mistrzostwach Chin, natomiast w 2008 r. zwyciężyła w kołowym turnieju w Dżakarcie. W 2012 r. wystąpiła w męskiej reprezentacji Singapuru na rozegranej w Stambule szachowej olimpiadzie.
Najwyższy ranking w dotychczasowej karierze osiągnęła 1 stycznia 2003 r., z wynikiem 2433 punktów zajmowała wówczas 25. miejsce na światowej liście FIDE, jednocześnie zajmując 5. miejsce wśród chińskich szachistek.

## Życie prywatne
Mężem Li Ruofan jest arcymistrz Zhang Zhong, indywidualny mistrz Azji z 2005 roku.